# Maché
Maché é uma comuna francesa na região administrativa da Pays de la Loire, no departamento de Vendéia. Estende-se por uma área de 18,13 km². Em 2010 a comuna tinha 1 583 habitantes (densidade: 87,3 hab./km²).